# Afscheiding van Panama van Colombia

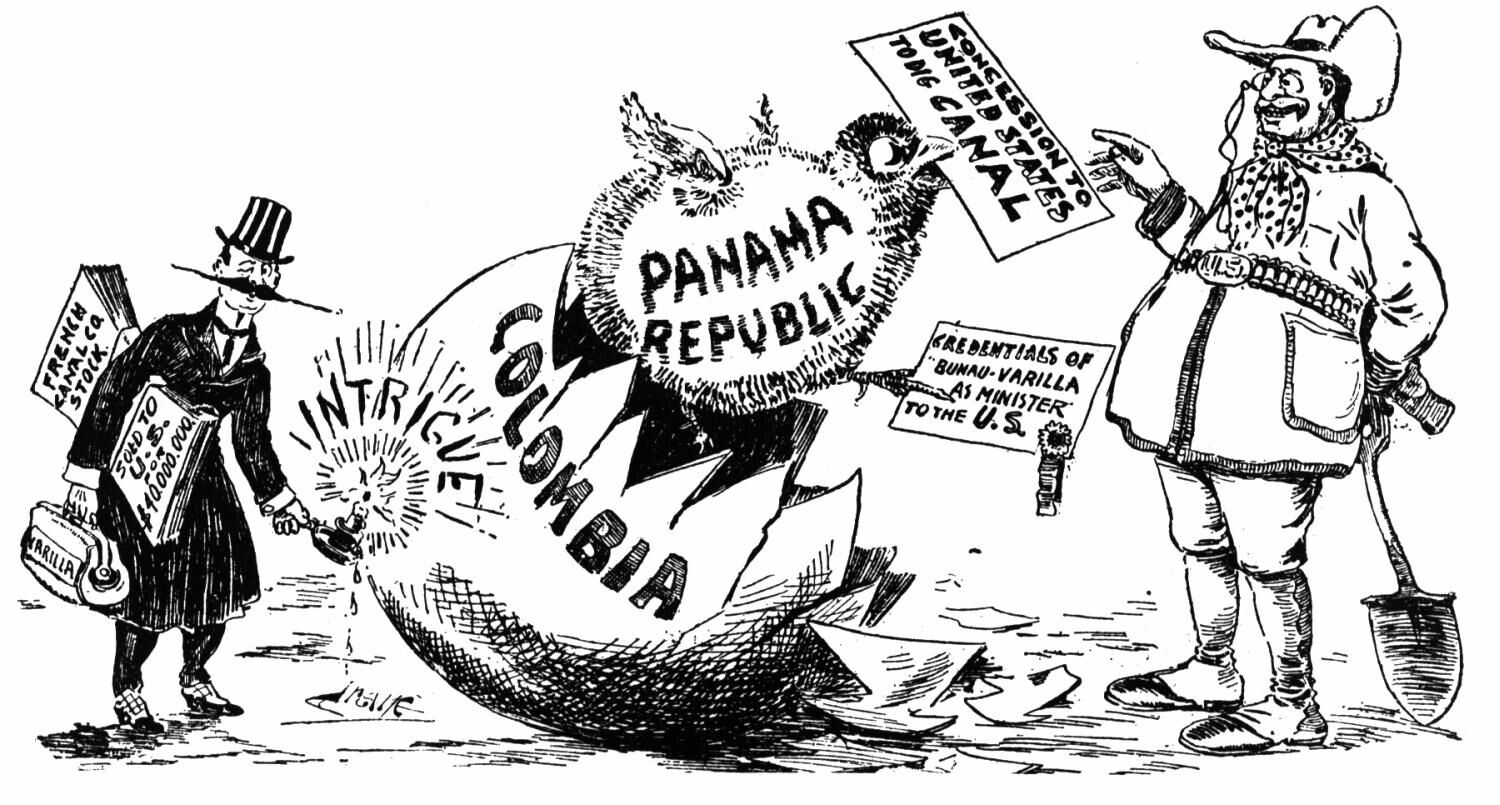
Spotprent in de New York Times in 1903

De afscheiding van Panama van Colombia vond plaats op 3 november 1903 middels de oprichting van de Republiek Panama en de afschaffing van de grens tussen Colombia en Costa Rica op de Landengte van Panama (ook bekend als de Landengte van Darién) tussen de Caribische Zee in het noorden en de Grote Oceaan in het zuiden, die de verbinding vormt tussen de werelddelen Noord- en Zuid-Amerika.

## Geschiedenis
Vanaf de onafhankelijkheid van Spanje in 1821 had Panama zich tegelijkertijd onafhankelijk verklaard van Spanje en zich via de Onafhankelijkheidswet van Panama aangesloten bij de toenmalige confederatie Gran Colombia. Panama was altijd zwak verbonden met de rest van het land in het zuiden, vanwege de afgelegen ligging ten opzichte van de hoofdstad Bogotá en het ontbreken van een praktische verbinding over land met de rest van Gran Colombia. 
In 1840-1841 werd onder Tomás de Herrera een kortstondige onafhankelijke republiek gesticht. Nadat het zich na een onafhankelijkheid van dertien maanden weer bij Colombia had aangesloten, bleef het een provincie van dit land die, regelmatig opstandige opflakkeringen kende, met name de Panama-crisis van 1885, waarbij de Amerikaanse marine tussenbeide kwam, en een reactie van de Chileense marine.
Vanaf 1882 trachtte Ferdinand de Lesseps, die het Suezkanaal had aangelegd, vergeefs een begin te maken met de aanleg van een kanaal dat de landengte van Panama doorkruiste, dat toen nog deel uitmaakte van Colombia. Dit project liep echte uit op een faillissement.Philippe-Jean Bunau-Varilla werd vervolgens een belangrijke aandeelhouder van de Compagnie Nouvelle du Canal de Panama, die nog steeds de concessie had, evenals bepaalde waardevolle activa, voor de aanleg van een kanaal in Panama.
De Verenigde Staten wilden hun invloed op deze regio versterken, met name door de aanleg en controle van het Panamakanaal. Dit leidde in 1903 tot de scheiding van Panama van Colombia en de oprichting ervan als een onafhankelijke staat.
Voor de aanleg van het Panamakanaal werden de eerste pogingen van Frankrijk om een kanaal op zeeniveau over de landengte aan te leggen reeds voor de afscheiding van Panama veiliggesteld door een verdrag met Colombia; Franse kostenoverschrijdingen en corruptieschandalen in Panama leidden er echter toe dat de aanleg van het kanaal tien jaar lang stil kwam te liggen. In de tussenliggende jaren gebruikten lokale separatisten de politieke instabiliteit van de Duizend Dagen Oorlog om te pleiten voor politieke afscheiding van Colombia en de oprichting van een onafhankelijke republiek. Toen de Verenigde Staten het kanaalproject probeerden over te nemen, bleek het moeilijk met de regering van Colombia samen te werken, en met de medewerking van de Franse financier Bunau-Varilla riep Panama tegelijkertijd de onafhankelijkheid uit van Colombia en onderhandelde het over een verdrag dat de VS toestemming verleende het kanaal aan te leggen, middels het Hay–Bunau-Varilla-verdrag.
Het Hay-Bunau-Varilla-verdrag (Spaans: Tratado Hay-Bunau Varilla) was een verdrag dat werd ondertekend op 18 november 1903 door vertegenwoordigers van de Verenigde Staten en Panama, waarbij de Panamakanaalzone en de daaropvolgende aanleg van het Panamakanaal werden overeengekomen. Het is vernoemd naar de twee belangrijkste onderhandelaars, Philippe-Jean Bunau-Varilla, de Franse diplomatieke vertegenwoordiger van Panama, en de Amerikaanse minister van Buitenlandse Zaken John Hay.
De Verenigde Staten waren het eerste land dat de onafhankelijkheid van de Panama erkende. Ze stuurden de Amerikaanse marine om te verhinderen dat Colombia het grondgebied zou heroveren tijdens de begindagen van de nieuwe Republiek. In ruil voor hun rol bij de verdediging van de Republiek en voor de aanleg van het kanaal, kregen de VS een eeuwigdurende pachtovereenkomst op het land rond het kanaal, bekend als de Panamakanaalzone, dat in 1999 werd teruggegeven aan Panama onder de voorwaarden van de Torrijos–Carter-verdragen.
Na de Verenigde Staten erkenden vele andere landen de onafhankelijke republiek snel, behalve Colombia dat dit tot 1909 weigerde, tot het van Panama een gedeeltelijke schadeloosstelling van $ 500.000 had ontvangen.